# カエンカズラ
カエンカズラ（火炎葛、学名：Pyrostegia venusta）はノウゼンカズラ科ピロステギア属のつる性常緑樹。

## 特徴
高さ2–3 mに達する。葉は３出複葉で対生し、頂小葉は巻きひげになることがあり、これでフェンスなどに絡みつく。小葉はほぼ無毛で長さ7–12 cm。花筒は長さ7–8 cmと長く、ラッパ型でオレンジ色の花を多数まとめて咲かせる。花期は春。果実は細長い朔果。

## 分布と生育環境、利用
南米ブラジル、パラグアイ原産。庭木や生け垣に利用。

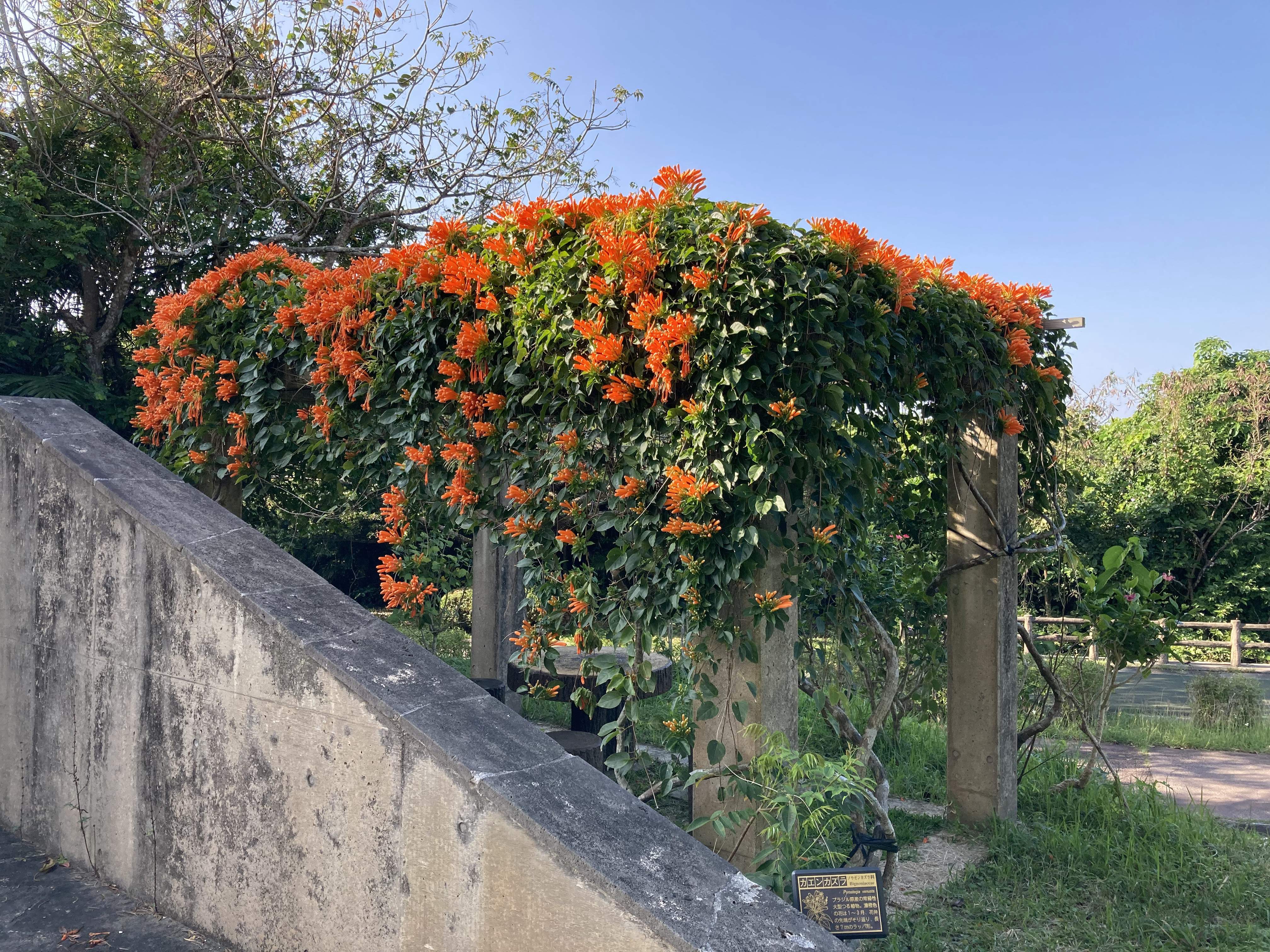
パーゴラを覆うカエンカズラ（沖縄県石垣市　バンナ公園）